# Körrenzig
Körrenzig is een plaats in de Duitse gemeente Linnich, deelstaat Noordrijn-Westfalen, en telt 1381 inwoners (2005).